# Municipio de Mountain (condado de Howard, Arkansas)
Mountain Township es un municipio inactivo del condado de Howard, Arkansas, Estados Unidos. Según el censo de 2020, tiene una población de 252 habitantes.
Es una subdivisión exclusivamente geográfica, por cuanto el estado de Arkansas no utiliza la herramienta de los townships como Gobiernos municipales.

## Geografía
Está ubicada en las coordenadas 34°19′4″N 93°58′56″O / 34.31778, -93.98222 (34.317896, -93.9821). Según la Oficina del Censo de los Estados Unidos, tiene una superficie total de 66.57 km², de la cual 66.52 km² corresponden a tierra firme y 0.05 km² son agua.

## Demografía
Según el censo de 2020, hay 252 personas residiendo en la zona. La densidad de población es de 3.79 hab./km². El 89.29 % de los habitantes son blancos, el 0.40 % es afroamericano, el 1.19 % son amerindios, el 3.57 % son de otras razas y el 5.56 % son de una mezcla de razas. Del total de la población, el 5.16 % son hispanos o latinos de cualquier raza.